# Arrondissement Ussel
Das Arrondissement Ussel ist eine Verwaltungseinheit des französischen Départements Corrèze in der französischen Region Nouvelle-Aquitaine. Hauptort (Unterpräfektur) ist Ussel.
Im Arrondissement Ussel liegen 78 Gemeinden.

## Gemeinden
Die Gemeinden des Arrondissements Ussel sind:
| 1. Aix (19002)                         | 2. Alleyrat (19006)                  | 3. Ambrugeat (19008)               | 4. Bellechassagne (19021)           |
| 5. Bort-les-Orgues (19028)             | 6. Champagnac-la-Noaille (19039)     | 7. Chapelle-Spinasse (19046)       | 8. Chaumeil (19051)                 |
| 9. Chavanac (19052)                    | 10. Chaveroche (19053)               | 11. Chirac-Bellevue (19055)        | 12. Combressol (19058)              |
| 13. Confolent-Port-Dieu (19167)        | 14. Couffy-sur-Sarsonne (19064)      | 15. Courteix (19065)               | 16. Darnets (19070)                 |
| 17. Davignac (19071)                   | 18. Égletons (19073)                 | 19. Eygurande (19080)              | 20. Feyt (19083)                    |
| 21. Lafage-sur-Sombre (19097)          | 22. Lamazière-Basse (19102)          | 23. Lamazière-Haute (19103)        | 24. Lapleau (19106)                 |
| 25. Laroche-près-Feyt (19108)          | 26. Latronche (19110)                | 27. Laval-sur-Luzège (19111)       | 28. Liginiac (19113)                |
| 29. Lignareix (19114)                  | 30. Marcillac-la-Croisille (19125)   | 31. Margerides (19128)             | 32. Maussac (19130)                 |
| 33. Merlines (19134)                   | 34. Mestes (19135)                   | 35. Meymac (19136)                 | 36. Meyrignac-l’Église (19137)      |
| 37. Millevaches (19139)                | 38. Monestier-Merlines (19141)       | 39. Monestier-Port-Dieu (19142)    | 40. Montaignac-sur-Doustre (19143)  |
| 41. Moustier-Ventadour (19145)         | 42. Neuvic (19148)                   | 43. Palisse (19157)                | 44. Péret-Bel-Air (19159)           |
| 45. Pérols-sur-Vézère (19160)          | 46. Peyrelevade (19164)              | 47. Roche-le-Peyroux (19175)       | 48. Rosiers-d’Égletons (19176)      |
| 49. Saint-Angel (19180)                | 50. Saint-Bonnet-près-Bort (19190)   | 51. Sainte-Marie-Lapanouze (19219) | 52. Saint-Étienne-aux-Clos (19199)  |
| 53. Saint-Étienne-la-Geneste (19200)   | 54. Saint-Exupéry-les-Roches (19201) | 55. Saint-Fréjoux (19204)          | 56. Saint-Germain-Lavolps (19206)   |
| 57. Saint-Hilaire-Foissac (19208)      | 58. Saint-Hilaire-Luc (19210)        | 59. Saint-Merd-de-Lapleau (19225)  | 60. Saint-Merd-les-Oussines (19226) |
| 61. Saint-Pantaléon-de-Lapleau (19228) | 62. Saint-Pardoux-le-Neuf (19232)    | 63. Saint-Pardoux-le-Vieux (19233) | 64. Saint-Rémy (19238)              |
| 65. Saint-Setiers (19241)              | 66. Saint-Sulpice-les-Bois (19244)   | 67. Saint-Victour (19247)          | 68. Saint-Yrieix-le-Déjalat (19249) |
| 69. Sarran (19251)                     | 70. Sarroux-Saint Julien (19252)     | 71. Sérandon (19256)               | 72. Sornac (19261)                  |
| 73. Soudeilles (19263)                 | 74. Soursac (19264)                  | 75. Thalamy (19266)                | 76. Ussel (19275)                   |
| 77. Valiergues (19277)                 | 78. Veyrières (19283)                |                                    |                                     |

## Neuordnung der Arrondissements 2017

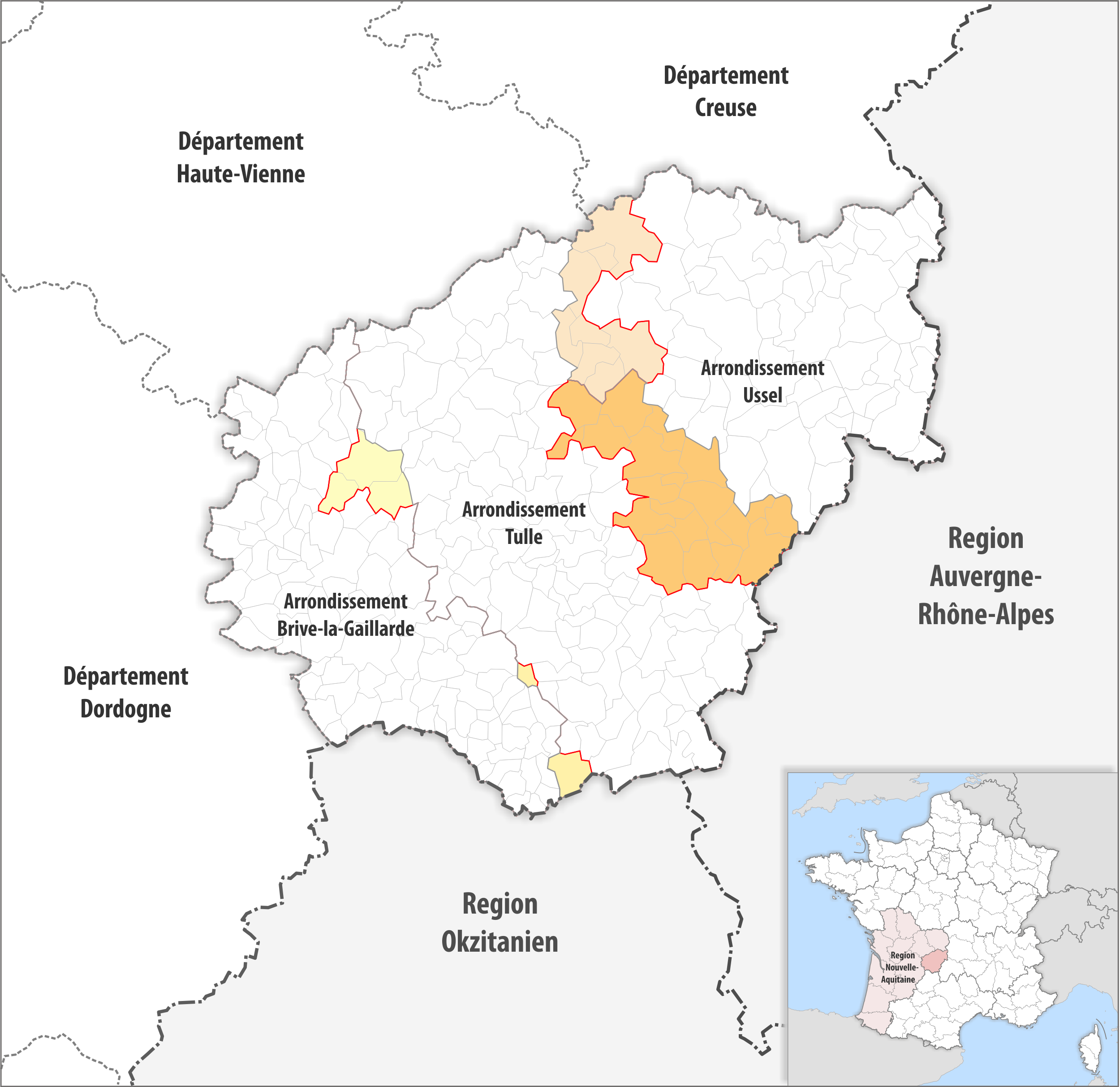
Arrondissementsanpassungen im Jahr 2017

Durch die Neuordnung der Arrondissements im Jahr 2017 wurde aus dem Arrondissement Ussel die Fläche der acht Gemeinden Bonnefond, Gourdon-Murat, Grandsaigne, Lestards, Pradines, Tarnac, Toy-Viam und Viam dem Arrondissement Tulle zugewiesen.
Dafür wechselte vom Arrondissement Tulle die Fläche der 20 Gemeinden Champagnac-la-Noaille, Chapelle-Spinasse, Chaumeil, Égletons, Lafage-sur-Sombre, Lapleau, Latronche, Laval-sur-Luzège, Le Jardin, Marcillac-la-Croisille, Meyrignac-l’Église, Montaignac-Saint-Hippolyte, Moustier-Ventadour, Rosiers-d’Égletons, Saint-Hilaire-Foissac, Saint-Merd-de-Lapleau, Saint-Pantaléon-de-Lapleau, Saint-Yrieix-le-Déjalat, Sarran und Soursac zum Arrondissement Ussel.

## Neuordnung der Arrondissements 2024
Der Erlass des Präfekten der Region Nouvelle-Aquitaine vom 27. Juli 2023 legte mit Wirkung zum 1. Januar 2024 den Wechsel der Gemeinde Bugeat vom Arrondissement Ussel zum Arrondissement Tulle fest.

## Ehemalige Gemeinden seit der landesweiten Neuordnung der Kantone
- Bis 2021: Le Jardin, Montaignac-Saint-Hippolyte

- Bis 2016: Saint-Julien-près-Bort, Sarroux